# Colli Berici Cabernet riserva
Il Colli Berici Cabernet riserva è un vino DOC la cui produzione è consentita nella provincia di Vicenza.

## Caratteristiche organolettiche
- colore: rosso rubino.
- odore: vinoso, piacevolmente intenso.
- sapore: morbido, armonico, di corpo, pieno.

## Produzione
Provincia, stagione, volume in ettolitri
- Vicenza  (1996/97)  35,0